# Geokichla mendeni
Geokichla mendeni е вид птица от семейство Turdidae. Видът е почти застрашен от изчезване.